# Хэмптон, Ханна
Ханна Элис Хэмптон (англ. Hannah Alice Hampton; род. 16 ноября 2000, Бирмингем, Западный Мидленд) — английская футболистка, вратарь клуба «Челси» и национальной сборной Англии.

## Ранние годы
Хэмптон родилась в Бирмингеме и выросла в Стадли, Уорикшир, прежде чем эмигрировать в Испанию со своей семьей в возрасте пяти лет. Находясь в Испании, Хэмптон попала в академию «Вильярреала», где она играла на позиции нападающего. Она училась в британской школе Вила-реал, где её родители, Крис и Лаура, работали учителями. Она вернулась в Англию в 2010 году и присоединилась к академии «Сток Сити». За время своего пребывания в «Стоке» Хэмптон превратилась из нападающего в вратаря. Она бывшая ученица Академии Эразма Дарвина.

## Клубная карьера

### «Бирмингем Сити»
В 2016 году Хэмптон была принята в Бирмингемский городской центр передового опыта тогдашним директором академии Марком Скиннером, который позже был назначен менеджером основной команды. 5 ноября 2017 года Скиннер вызвала Хэмптон на её дебют в групповом матче Кубка лиги против «Донкастер Беллес». 5 декабря 2018 года после ряда выступлений за основную команду она подписала свой первый профессиональный контракт с клубом.
В 2018 году, после ухода основного вратаря-ветерана Анн-Катрин Бергер, Хэмптон получила больше времени, начав 12 из 20 матчей национального чемпионата в сезоне 2018/19, когда «синие» пропустили только 17 голов в лиге. В мае 2019 года она была названа лучшим молодым игроком сезона в Бирмингеме на церемонии вручения наград в конце сезона.
5 сентября 2019 года Хэмптон подписала новый контракт с «Бирмингем Сити», продлив срок её действия до июня 2021 года. Она сыграла 34 из 35 игр в следующие два сезона, сыграв 6 сухих матчей, с процентом сейвов 66,5 %. 26 июня 2021 года было объявлено, что Хэмптон покинет Бирмингем по истечении срока её контракта в конце месяца.

### «Астон Вилла»
3 июля 2021 года Хэмптон подписала двухлетний контракт с «Астон Виллой».

### «Челси»
4 июля 2023 года «Челси» объявил о подписании с Хэмптон трехлетнего контракта после окончания её контракта с «Астон Виллой».

## Карьера за сборные

### Юношеские
В феврале 2013 года, в возрасте 12 лет, Хэмптон получила свой первый вызов в сборную до 15 лет. Она была включена в состав сборной до 17 лет на квалификационные матчи чемпионата Европы до 17 лет 2017 года против Литвы, Словении и России. Команда вышла в элитный раунд, где победила Германию и Польшу и сыграла вничью с Италией, и вышла в финальный раунд чемпионата Европы в Чехии. Англия по жребию попала в группу с Ирландией, Нидерландами и Норвегией. Англичанки победили только в одном матче, заняли третье место и не вышли из группы.
Хэмптон выструпала в сборных до 18 и до 19 лет. В 2018 году она была включена в состав сборной до 19 лет, где участвовала как в квалификационном, так и в элитном квалификационных раундах, завоевав себе место на чемпионате Европы до 19 лет 2019 года. Хэмптон два матча на ноль (против Швеции и Италии) в элитном раунде и была названа игроком матча в игре против Италии. Во финальном этапе она сыграла во всех трех групповых играх Англии, но в плей-офф сборная не попала.
В августе 2019 года Рехан Скиннер впервые вызвала Хэмптон в команду до 21 года для участия в товарищеском пригласительном турнире «Северный турнир» до 23 лет, который проводился в Университете Лафборо.

### Национальная
В феврале 2020 года Хэмптон впервые была вызвана в национальную сборную Англии на тренировочную игру в Кубке SheBelieves Cup 2020 года. 12 октября 2021 года Хэмптон получила вызов на участие в отборочных играх чемпионата мира 2023 в играх против Северной Ирландии и Латвии. 20 февраля 2022 года Хэмптон дебютировала за национальную сборную Англии, в игре против Испании (0:0) в Кубке Арнольд Кларк 2022 года.
Она был включена в состав на домашний чемпионат Европы 2022, на котором англичанке взяли золотые медали.
31 мая 2023 года вошла в окончательный состав сборной на чемпионат мира 2023 в Австралии и Новой Зеландии. Англичанки дошли до финала, где уступили сборной Испании со счётом 0:1.

## Достижения

### Клубные

#### «Челси»
- Чемпионка Англии: 2023/24

### Международные
- Вице-чемпионка мира: 2023
- Чемпионка Европы: 2022, 2025
- Победительница Женской Финалиссимы: 2023
- Обладательница Кубка Арнольда Кларка: 2022

### Индивидуальные
- Юный игрок сезона клуба «Бирмингем Сити»: 2018/19
- Игрок сезона клуба «Бирмингем Сити»: 2020/21

## Личная жизнь
Хэмптон родилась с косоглазием. К трём годам она перенесла три операции в детской больнице Бирмингема, чтобы попытаться исправить это, и теперь является послом больницы. Она свободно говорит по-испански, а также выучила язык жестов онлайн, чтобы иметь возможность общаться со своим двоюродным братом Итаном, который глухой.